# Teoria dei campi conforme
Una teoria dei campi conforme (spesso abbreviata in CFT dall'inglese conformal field theory) è una teoria quantistica dei campi che è invariante rispetto alle trasformazioni conformi. In due dimensioni esiste un'algebra infinitamente dimensionale delle trasformazioni conformi locali e le teorie di campo conforme possono talvolta essere esattamente risolte o classificate.
La teoria dei campi conforme ha importanti applicazioni nella fisica della materia condensata, nella meccanica statistica, nella meccanica statistica quantistica e in teoria delle stringhe. I sistemi statistici e di materia condensata sono infatti spesso conformi invarianti nei loro punti critici termodinamici o quantistici.

## Invarianza di scala e invarianza conforme
Nella teoria quantistica dei campi, l'invarianza di scala è una simmetria comune e naturale, perché qualsiasi punto fisso del gruppo di rinormalizzazione è per definizione invariante di scala. La simmetria conforme è più stringente dell'invarianza di scala e sono necessarie ulteriori ipotesi per sostenere che dovrebbe apparire in natura. L'idea alla base della sua plausibilità è che le correnti delle teorie invarianti di scala locali sono date da {\displaystyle T_{\mu \nu }\xi ^{\nu }} dove {\displaystyle \xi ^{\nu }} è un vettore di Killing e {\displaystyle T_{\mu \nu }} è il tensore energia-impulso che è un operatore conservato di dimensione esattamente {\displaystyle d}. Affinché le simmetrie associate comprendano trasformazioni di scala ma non quelle conformi, la traccia {\displaystyle T_{\mu }^{\mu }} deve essere una derivata totale diversa da zero il che implica che esiste esattamente un operatore non conservato di dimensione {\displaystyle d-1}.
Sotto alcune ipotesi è possibile escludere completamente questo tipo di non-rinormalizzazione e quindi dimostrare che l'invarianza di scala implica l'invarianza conforme in una teoria quantistica di campo, per esempio in teorie di campo conformi compatte unitarie in due dimensioni.
Sebbene sia possibile trovare una teoria quantistica dei campi che goda dell'invarianza di scala ma non di quella conforme, gli esempi sono rari. Per questo motivo, nel contesto della teoria quantistica dei campi i termini sono spesso usati in modo intercambiabile.

## Due dimensioni e dimensioni superiori
Il numero di trasformazioni conformi indipendenti è infinito in due dimensioni e finito in dimensioni superiori. Ciò rende la simmetria conforme molto più vincolante in due dimensioni. Tutte le teorie del campo conforme condividono le idee e le tecniche del bootstrap conforme. Tuttavia le equazioni risultanti sono più potenti in due dimensioni, dove a volte sono esattamente risolvibili (per esempio nel caso di modelli minimi), che in dimensioni superiori, dove dominano gli approcci numerici.
Lo sviluppo della teoria del campo conforme è stato anticipato e approfondito nel caso bidimensionale, in particolare dopo l'articolo del 1983 di Belavin, Polyakov e Zamolodchikov. Il termine teoria del campo conforme è stato talvolta usato con il significato di teoria del campo conforme bidimensionale, come nel titolo di un libro di testo del 1997. Le teorie del campo conforme a dimensioni più elevate sono diventate più popolari con la corrispondenza AdS/CFT alla fine degli anni '90 e lo sviluppo di tecniche di bootstrap conformi numeriche negli anni 2000.

### Simmetria conforme globale vs locale in due dimensioni
Il gruppo conforme globale della sfera di Riemann è il gruppo delle trasformazioni di Möbius {\displaystyle PSL_{2}(\mathbb {C} )}, che è a dimensione finita. D'altra parte, le trasformazioni conformi infinitesimali formano l'algebra di Witt infinito-dimensionale: le equazioni conformi di Killing in due dimensioni, {\displaystyle \partial _{\mu }\xi _{\nu }+\partial _{\nu }\xi _{\mu }=\partial \cdot \xi \eta _{\mu \nu }}, si riducono alle sole equazioni di Cauchy-Riemann, {\displaystyle \partial _{\bar {z}}\xi (z)=0=\partial _{z}\xi ({\bar {z}})}, gli infiniti modi delle trasformazioni arbitrarie di coordinate analitiche {\displaystyle \xi (z)} producono gli infiniti campi vettoriali di Killing {\displaystyle z^{n}\partial _{z}} .
Strettamente parlando, è possibile che una teoria conforme bidimensionale sia locale (nel senso che possiede un tensore degli sforzi) pur esibendo invarianza solo sotto il gruppo globale {\displaystyle PSL_{2}(\mathbb {C} )}. Ciò risulta valere esclusivamente per le teorie non unitarie: un esempio è lo scalare biarmonico. Questa proprietà dovrebbe essere vista come ancora più speciale dell'invarianza di scala senza quella conforme siccome richiede che {\displaystyle T_{\mu }^{\mu }} sia una derivata seconda totale.
La simmetria conforme globale in due dimensioni è un caso speciale di simmetria conforme in dimensioni superiori, ed è studiata con le stesse tecniche. Questo viene fatto non solo nelle teorie che hanno una simmetria conforme globale e non locale, ma anche nelle teorie che hanno una simmetria conforme locale, allo scopo di testare tecniche o idee provienienti da CFT di dimensioni superiori. In particolare, le tecniche di bootstrap numeriche possono essere testate applicandole a modelli minimi e confrontando i risultati con i risultati analitici noti che derivano dalla simmetria conforme locale.

### Teorie di campo conformi con un'algebra di Virasoro
In una teoria conforme bidimensionale quantistica, l'algebra di Witt delle trasformazioni conformi infinitesimali deve essere estesa centralmente. L'algebra della simmetria quantistica è quindi l'algebra di Virasoro, che dipende da un numero chiamato carica centrale. Questa estensione centrale può essere intesa anche nei termini di un'anomalia conforme.
Aleksandr Zamolodčikov dimostrò che esiste una funzione che diminuisce monotonicamente sotto il flusso del gruppo di rinormalizzazione di una teoria quantistica di campo bidimensionale, ed è uguale alla carica centrale per una teoria di campo conforme bidimensionale. Questo è noto come il teorema C di Zamolodčikov e afferma che il flusso del gruppo di rinormalizzazione in due dimensioni è irreversibile.
Oltre ad essere estesa centralmente, l'algebra di simmetria di una teoria quantistica conforme invariante deve essere complessificata, producendo così due copie dell'algebra di Virasoro. Nella CFT euclidea, queste copie sono chiamate olomorfe e antiolomorfe. Nella CFT lorentziana, sono chiamati left-moving e right-moving. Entrambe le copie hanno la stessa carica centrale.
Lo spazio degli stati di una teoria è una rappresentazione del prodotto delle due algebre di Virasoro. Questo spazio è uno spazio di Hilbert se la teoria è unitaria. Questo spazio può contenere uno stato di vuoto o, in meccanica statistica, uno stato termico. A meno che la carica centrale non sia nulla, non può esistere uno stato che lasci intatta l'intera simmetria conforme con dimensione infinita. Lo stato più invariante è uno che rimane invariato rispetto ai generatori {\displaystyle L_{n\geq -1}} dell'algebra di Virasoro, la cui base è {\displaystyle (L_{n})_{n\in \mathbb {Z} }}. Questo contiene i generatori {\displaystyle L_{-1},L_{0},L_{1}} delle trasformazioni conformi globali. Il resto del gruppo conforme si rompe spontaneamente.

## Simmetria conforme

### Definizione e jacobiano
Dati uno spaziotempo e una metrica, una trasformazione conforme è una trasformazione che preserva gli angoli. Questa voce si concentra sulle trasformazioni conformi dello spazio euclideo piatto {\displaystyle d}-dimensionale {\displaystyle \mathbb {R} ^{d}} o dello spazio di Minkowski {\displaystyle \mathbb {R} ^{1,d-1}} .
Data la trasformazione conforme {\displaystyle x\to f(x)}, la matrice jacobiana {\displaystyle J_{\nu }^{\mu }(x)={\tfrac {\partial f^{\mu }(x)}{\partial x^{\nu }}}} è scritta come
{\displaystyle J_{\nu }^{\mu }(x)=\Omega (x)R_{\nu }^{\mu }(x),}
dove {\displaystyle \Omega (x)} è un fattore di scala, e {\displaystyle R_{\nu }^{\mu }(x)} è una matrice ortogonale (cioè una rotazione) o una trasformazione di Lorentz.

### Gruppo conforme
Il gruppo conforme è localmente isomorfo a {\displaystyle SO(1,d+1)} o {\displaystyle SO(2,d)}, rispettivamente nel caso euclideo e di Minkowski. Ciò comprende traslazioni, rotazioni (nel caso euclideo) o trasformazioni di Lorentz (nel caso di Minkowski) e dilatazioni, ovvero trasformazioni di scala
{\displaystyle x^{\mu }\to \lambda x^{\mu }.}
Ciò comprende anche trasformazioni conformi speciali, che sono definite per ogni traslazione {\displaystyle T_{a}(x)=x+a}, dalla seguente formula
{\displaystyle S_{a}=I\circ T_{a}\circ I,}
dove {\displaystyle I} è l'inversione tale che
{\displaystyle I\left(x^{\mu }\right)={\frac {x^{\mu }}{x^{2}}}.}
Nella sfera {\displaystyle S^{d}=\mathbb {R} ^{d}\cup \{\infty \}}, l'inversione scambia {\displaystyle 0} con {\displaystyle \infty }  Le traslazioni lasciano {\displaystyle \infty } fissato, mentre le trasformazioni conformi speciali lasciano {\displaystyle 0} fisso.

### Algebra conforme
L'algebra conforme è un'algebra di Lie con le seguenti relazioni di commutazione:
{\displaystyle {\begin{aligned}[][P_{\mu },P_{\nu }]&=0,\\[][D,K_{\mu }]&=-K_{\mu },\\[][D,P_{\mu }]&=P_{\mu },\\[][K_{\mu },K_{\nu }]&=0,\\[][K_{\mu },P_{\nu }]&=\eta _{\mu \nu }D-iM_{\mu \nu },\end{aligned}}}
dove {\displaystyle P} genera le traslazioni, {\displaystyle D} genera le dilatazioni, {\displaystyle K_{\mu }} genera le trasformazioni conformi speciali e {\displaystyle M_{\mu \nu }} genera rotazioni o trasformazioni di Lorentz a seconda della metrica {\displaystyle \eta _{\mu \nu }}.

### Problemi globali nello spazio di Minkowski
Nello spazio di Minkowski, il gruppo conforme non conserva la causalità. Osservabili come le funzioni di correlazione sono invarianti nell'algebra conforme, ma non nel gruppo conforme. Come mostrato da Lüscher e Mack, è possibile ripristinare l'invarianza sotto il gruppo conforme estendendo lo spazio piatto di Minkowski in un cilindro lorentziano.  Lo spazio di Minkowski originale è conforme ad una regione del cilindro chiamata patch di Poincaré. Nel cilindro, le trasformazioni conformi globali non violano la causalità: possono invece spostare punti al di fuori della patch di Poincaré.

## Funzioni di correlazione e bootstrap conforme
Nell'approccio bootstrap conforme, una teoria di campo conforme è un insieme di funzioni di correlazione che obbediscono a un numero di assiomi.
La funzione di correlazione a {\displaystyle n} punti {\displaystyle \left\langle O_{1}(x_{1})\cdots O_{n}(x_{n})\right\rangle } è una funzione delle posizioni {\displaystyle x_{i}} e altri parametri dei campi {\displaystyle O_{1},\dots ,O_{n}} . Nell'approccio bootstrap, i campi stessi hanno senso solo nel contesto delle funzioni di correlazione e possono essere visti come notazioni efficienti per scrivere assiomi per funzioni di correlazione. Le funzioni di correlazione dipendono linearmente dai campi, in particolare {\displaystyle \partial _{x_{1}}\langle O_{1}(x_{1})\cdots \rangle =\langle \partial _{x_{1}}O_{1}(x_{1})\cdots \rangle } .
Ci concentriamo su CFT sullo spazio euclideo {\displaystyle \mathbb {R} ^{d}} . In questo caso, le funzioni di correlazione sono funzioni di Schwinger. Sono definiti per {\displaystyle x_{i}\neq x_{j}} e non dipendono dall'ordine dei campi. Nello spazio di Minkowski, le funzioni di correlazione sono funzioni di Wightman. Possono dipendere dall'ordine dei campi, poiché i campi commutano solo se sono separati come uno spazio. Una CFT euclidea può essere messa in relazione con una CFT di Minkowski per rotazione di Wick, ad esempio grazie al teorema di Osterwalder-Schrader . In tali casi, le funzioni di correlazione Minkowskiane sono ottenute dalle funzioni di correlazione euclidea mediante una continuazione analitica che dipende dall'ordine dei campi.

### Comportamento sotto trasformazioni conformi
Qualsiasi trasformazione conforme {\displaystyle x\to f(x)} agisce linearmente sui campi {\displaystyle O(x)\to \pi _{f}(O)(x)}, tale che {\displaystyle f\to \pi _{f}} è una rappresentazione del gruppo conforme e le funzioni di correlazione sono invarianti:
{\displaystyle \left\langle \pi _{f}(O_{1})(x_{1})\cdots \pi _{f}(O_{n})(x_{n})\right\rangle =\left\langle O_{1}(x_{1})\cdots O_{n}(x_{n})\right\rangle .}
I campi primari sono campi che si trasformano in se stessi tramite {\displaystyle \pi _{f}}. Il comportamento di un campo primario è caratterizzato da un numero {\displaystyle \Delta } chiamato dimensione conforme, e una rappresentazione {\displaystyle \rho } della rotazione o gruppo di Lorentz. Per un campo primario, si ha allora
{\displaystyle \pi _{f}(O)(x)=\Omega (x')^{-\Delta }\rho (R(x'))O(x'),\quad {\text{dove }}x'=f^{-1}(x).}
Qui {\displaystyle \Omega (x)} e {\displaystyle R(x)} sono il fattore di scala e la rotazione associati alla trasformazione conforme {\displaystyle f} . La rappresentazione {\displaystyle \rho } è banale nel caso di campi scalari, che trasformano come {\displaystyle \pi _{f}(O)(x)=\Omega (x')^{-\Delta }O(x')} . Per i campi vettoriali, la rappresentazione {\displaystyle \rho } è la rappresentazione fondamentale, e avremmo {\displaystyle \pi _{f}(O_{\mu })(x)=\Omega (x')^{-\Delta }R_{\mu }^{\nu }(x')O_{\nu }(x')} .
Un campo primario che si caratterizza per la dimensione conforme {\displaystyle \Delta } e rappresentanza {\displaystyle \rho } si comporta come un vettore di peso massimo in una rappresentazione indotta del gruppo conforme dal sottogruppo generato da dilatazioni e rotazioni. In particolare, la dimensione conforme {\displaystyle \Delta } caratterizza una rappresentazione del sottogruppo delle dilatazioni. In due dimensioni, il fatto che questa rappresentazione indotta sia un modulo Verma appare in tutta la letteratura. Per CFT di dimensioni superiori (in cui la sottoalgebra massimamente compatta è più grande della sottoalgebra di Cartan), è stato recentemente apprezzato che questa rappresentazione è un modulo di Verma parabolico o generalizzato.
I derivati (di qualsiasi ordine) dei campi primari sono chiamati campi discendenti. Il loro comportamento sotto trasformazioni conformi è più complicato. Ad esempio, se {\displaystyle O} è un campo primario, allora {\displaystyle \pi _{f}(\partial _{\mu }O)(x)=\partial _{\mu }\left(\pi _{f}(O)(x)\right)} è una combinazione lineare di {\displaystyle \partial _{\mu }O} e {\displaystyle O} . Le funzioni di correlazione dei campi discendenti possono essere dedotte dalle funzioni di correlazione dei campi primari. Tuttavia, anche nel caso comune in cui tutti i campi sono primari o discendenti, i campi discendenti svolgono un ruolo importante, poiché i blocchi conformi e le espansioni del prodotto dell'operatore implicano somme su tutti i campi discendenti.
La collezione di tutti i campi primari {\displaystyle O_{p}}, caratterizzati dalle loro dimensioni di scala {\displaystyle \Delta _{p}} e le rappresentazioni {\displaystyle \rho _{p}}, è chiamato lo spettro della teoria.

### Dipendenza dalle posizioni dei campi
L'invarianza delle funzioni di correlazione nelle trasformazioni conformi limita fortemente la loro dipendenza dalle posizioni del campo. Nel caso di funzioni a due e tre punti, tale dipendenza è determinata fino a un numero finito di coefficienti costanti. Le funzioni con più punti sono meno vincolate e sono determinate solo a meno di funzioni di combinazioni conformi in modo invariante delle posizioni.
La funzione a due punti di due campi primari è nulla se le loro dimensioni conformi differiscono.
{\displaystyle \Delta _{1}\neq \Delta _{2}\implies \left\langle O_{1}(x_{1})O_{2}(x_{2})\right\rangle =0.}
Se l'operatore di dilatazione è diagonalizzabile (cioè se la teoria non è logaritmica), esiste una base di campi primari tale che le funzioni a due punti siano diagonali, cioè {\displaystyle i\neq j\implies \left\langle O_{i}O_{j}\right\rangle =0} . In questo caso, la funzione a due punti di un campo primario scalare è
{\displaystyle \left\langle O(x_{1})O(x_{2})\right\rangle ={\frac {1}{|x_{1}-x_{2}|^{2\Delta }}},}
dove la normalizzazione del campo è scelta in modo tale che il coefficiente costante, che non è determinato dalla simmetria conforme, sia 1. Allo stesso modo, le funzioni a due punti dei campi primari non scalari sono determinate a meno di un coefficiente, che può essere fissato a 1. Nel caso di un tensore di rango simmetrico a traccia nulla {\displaystyle \ell }, la funzione a due punti è
{\displaystyle \left\langle O_{\mu _{1},\dots ,\mu _{\ell }}(x_{1})O_{\nu _{1},\dots ,\nu _{\ell }}(x_{2})\right\rangle ={\frac {\prod _{i=1}^{\ell }I_{\mu _{i},\nu _{i}}(x_{1}-x_{2})-{\text{tracce}}}{|x_{1}-x_{2}|^{2\Delta }}},}
dove il tensore {\displaystyle I_{\mu ,\nu }(x)} è definito come
{\displaystyle I_{\mu ,\nu }(x)=\eta _{\mu \nu }-{\frac {2x_{\mu }x_{\nu }}{x^{2}}}.}
La funzione a tre punti di tre campi primari scalari è
{\displaystyle \left\langle O_{1}(x_{1})O_{2}(x_{2})O_{3}(x_{3})\right\rangle ={\frac {C_{123}}{|x_{12}|^{\Delta _{1}+\Delta _{2}-\Delta _{3}}|x_{13}|^{\Delta _{1}+\Delta _{3}-\Delta _{2}}|x_{23}|^{\Delta _{2}+\Delta _{3}-\Delta _{1}}}},}
dove {\displaystyle x_{ij}=x_{i}-x_{j}}, e {\displaystyle C_{123}} è una costante di struttura a tre punti. Con campi primari che non sono necessariamente scalari, la simmetria conforme consente un numero finito di strutture tensoriali ed esiste una struttura costante per ciascuna struttura tensoriale. Nel caso di due campi scalari e un tensore di rango simmetrico a traccia nulla {\displaystyle \ell }, esiste una sola struttura tensoriale e la funzione a tre punti è
{\displaystyle \left\langle O_{1}(x_{1})O_{2}(x_{2})O_{\mu _{1},\dots ,\mu _{\ell }}(x_{3})\right\rangle ={\frac {C_{123}\left(\prod _{i=1}^{\ell }V_{\mu _{i}}-{\text{traces}}\right)}{|x_{12}|^{\Delta _{1}+\Delta _{2}-\Delta _{3}}|x_{13}|^{\Delta _{1}+\Delta _{3}-\Delta _{2}}|x_{23}|^{\Delta _{2}+\Delta _{3}-\Delta _{1}}}},}
dove è stato introdotto il vettore
{\displaystyle V_{\mu }={\frac {x_{13}^{\mu }x_{23}^{2}-x_{23}^{\mu }x_{13}^{2}}{|x_{12}||x_{13}||x_{23}|}}.}
Le funzioni a quattro punti dei campi primari scalari sono determinate fino a funzioni arbitrarie {\displaystyle g(u,v)} dei due rapporti incrociati
{\displaystyle u={\frac {x_{12}^{2}x_{34}^{2}}{x_{13}^{2}x_{24}^{2}}}\,\ v={\frac {x_{14}^{2}x_{23}^{2}}{x_{13}^{2}x_{24}^{2}}}.}
La funzione a quattro punti è quindi
{\displaystyle \left\langle \prod _{i=1}^{4}O_{i}(x_{i})\right\rangle ={\frac {\left({\frac {|x_{24}|}{|x_{14}|}}\right)^{\Delta _{1}-\Delta _{2}}\left({\frac {|x_{14}|}{|x_{13}|}}\right)^{\Delta _{3}-\Delta _{4}}}{|x_{12}|^{\Delta _{1}+\Delta _{2}}|x_{34}|^{\Delta _{3}+\Delta _{4}}}}g(u,v).}

### Operator product expansion
L'operator product expansion (OPE) è più usata e più potente nelle teorie dei campi conformi piuttosto che nelle teorie quantistiche dei campi più generali: questo perché nella teoria dei campi conformi, il raggio di convergenza dell'espansione del prodotto dell'operatore è finito (cioè non è zero). Fornite le posizioni {\displaystyle x_{1},x_{2}} di due campi abbastanza vicini, l'OPE riscrive il prodotto di questi due campi come una combinazione lineare di campi in un dato punto, che può essere scelto come {\displaystyle x_{2}} per comodità tecnica.
L'operator product expansion di due campi assume la forma
{\displaystyle O_{1}(x_{1})O_{2}(x_{2})=\sum _{k}c_{12k}(x_{1}-x_{2})O_{k}(x_{2}),}
dove {\displaystyle c_{12k}(x)} è una funzione coefficiente e la somma a priori corre su tutti i campi della teoria, o, equivalentemente, per la corrispondenza stato-campo, su tutti gli stati nello spazio degli stati. Alcuni campi potrebbero essere effettivamente assenti, in particolare a causa di vincoli di simmetria: simmetria conforme o simmetrie extra.
Se tutti i campi sono primari o discendenti, la somma sui campi può essere ridotta a una somma sui primari, riscrivendo i contributi di qualsiasi discendente in termini di contributo del primario corrispondente:
{\displaystyle O_{1}(x_{1})O_{2}(x_{2})=\sum _{p}C_{12p}P_{p}(x_{1}-x_{2},\partial _{x_{2}})O_{p}(x_{2}),}
dove i campi {\displaystyle O_{p}} sono tutti primari, e {\displaystyle C_{12p}} è la costante di struttura a tre punti (che per questo viene anche chiamata coefficiente OPE). L'operatore differenziale {\displaystyle P_{p}(x_{1}-x_{2},\partial _{x_{2}})} è una serie infinita in derivate, che è determinata dalla simmetria conforme e quindi in linea di principio nota.
Considerare l'OPE come una relazione tra funzioni di correlazione mostra che l'OPE deve essere associativo. Inoltre, se lo spazio è euclideo, l'OPE deve essere commutativa, perché le funzioni di correlazione non dipendono dall'ordine dei campi, cioè {\displaystyle O_{1}(x_{1})O_{2}(x_{2})=O_{2}(x_{2})O_{1}(x_{1})} .
L'esistenza dell'espansione del prodotto dell'operatore è un assioma fondamentale del bootstrap conforme. Tuttavia, generalmente non è necessario calcolare le espansioni del prodotto dell'operatore e in particolare gli operatori differenziali {\displaystyle P_{p}(x_{1}-x_{2},\partial _{x_{2}})} . Piuttosto, è necessaria la scomposizione delle funzioni di correlazione in costanti di struttura e blocchi conformi. In linea di principio, l'OPE può essere utilizzato per il calcolo di blocchi conformi, ma in pratica esistono metodi più efficienti.

### Blocchi conformi e simmetria di crossing
Utilizzando l'OPE {\displaystyle O_{1}(x_{1})O_{2}(x_{2})}, una funzione a quattro punti può essere scritta come una combinazione di costanti di struttura a tre punti e blocchi conformi del canale S ,
{\displaystyle \left\langle \prod _{i=1}^{4}O_{i}(x_{i})\right\rangle =\sum _{p}C_{12p}C_{p34}G_{p}^{(s)}(x_{i}).}
Il blocco conforme {\displaystyle G_{p}^{(s)}(x_{i})} è la somma dei contributi del campo primario {\displaystyle O_{p}} e i suoi discendenti, e dipende dai campi {\displaystyle O_{i}} e le loro posizioni. Se le funzioni a tre punti {\displaystyle \left\langle O_{1}O_{2}O_{p}\right\rangle } o {\displaystyle \left\langle O_{3}O_{4}O_{p}\right\rangle } coinvolgono diverse strutture tensoriali indipendenti, le costanti di struttura e i blocchi conformi dipendono da queste strutture tensoriali e il campo primario {\displaystyle O_{p}} contribuisce a diversi blocchi indipendenti. I blocchi conformi sono determinati dalla simmetria conforme e noti in linea di principio. Per calcolarli, ci sono relazioni ricorsive e tecniche integrabili.
Utilizzando l'OPE {\displaystyle O_{1}(x_{1})O_{4}(x_{4})} o {\displaystyle O_{1}(x_{1})O_{3}(x_{3})}, la stessa funzione a quattro punti è scritta in termini di blocchi conformi al canale t o blocchi conformi al canale u ,
{\displaystyle \left\langle \prod _{i=1}^{4}O_{i}(x_{i})\right\rangle =\sum _{p}C_{14p}C_{p23}G_{p}^{(t)}(x_{i})=\sum _{p}C_{13p}C_{p24}G_{p}^{(u)}(x_{i}).}
L'uguaglianza delle decomposizioni dei canali s, t e u è chiamata simmetria di crossing: un vincolo sullo spettro dei campi primari e sulle costanti della struttura a tre punti.
I blocchi conformi soddisfano gli stessi vincoli di simmetria conforme delle funzioni a quattro punti. In particolare, i blocchi conformi del canale S possono essere scritti in termini di funzioni {\displaystyle g_{p}^{(s)}(u,v)} dei rapporti incrociati. Mentre l'OPE {\displaystyle O_{1}(x_{1})O_{2}(x_{2})} converge solo se {\displaystyle |x_{12}|<\min(|x_{23}|,|x_{24}|)}, i blocchi conformi possono essere prolungati analiticamente fino a tutti i valori (non coincidenti a coppie) delle posizioni. Nello spazio euclideo, i blocchi conformi sono funzioni analitiche reali a valore singolo delle posizioni tranne quando i quattro punti {\displaystyle x_{i}} giacciono su un cerchio ma in un ordine ciclico trasposto singolarmente [1324], e solo in questi casi eccezionali la scomposizione in blocchi conformi non converge.
Una teoria di campo conforme nello spazio euclideo piatto {\displaystyle \mathbb {R} ^{d}} è quindi definito dal suo spettro {\displaystyle \{(\Delta _{p},\rho _{p})\}} e coefficienti OPE (o costanti di struttura a tre punti) {\displaystyle \{C_{pp'p''}\}}, soddisfacendo il vincolo che tutte le funzioni a quattro punti siano simmetriche incrociate. Dallo spettro e dai coefficienti OPE (collettivamente indicati come dati CFT), possono essere calcolate funzioni di correlazione di ordine arbitrario.

## Caratteristiche delle teorie di campo conformi

### Unitarietà
Una teoria dei campi conforme è unitaria se il suo spazio degli stati ha un prodotto scalare definito positivo tale che l'operatore di dilatazione sia autoaggiunto. Quindi il prodotto scalare conferisce allo spazio degli stati la struttura di uno spazio di Hilbert.
L'unitarietà implica che le dimensioni conformi dei campi primari siano reali e limitate inferiormente. Il limite inferiore dipende dalla dimensione dello spaziotempo {\displaystyle d}, e sulla rappresentazione della rotazione o gruppo di Lorentz in cui si trasforma il campo primario. Per i campi scalari, il limite fissato dall'unitarietà è
{\displaystyle \Delta \geq {\frac {1}{2}}(d-2).}
In una teoria unitaria, le costanti di struttura a tre punti devono essere reali, il che a sua volta implica che le funzioni a quattro punti obbediscono a determinate disuguaglianze. Potenti metodi di bootstrap numerici si basano sullo sfruttamento di queste disuguaglianze.

### Compattezza
Una teoria di campo conforme è compatta se obbedisce a tre condizioni:
- Tutte le dimensioni conformi sono reali.
- Per ogni {\displaystyle \Delta \in \mathbb {R} } ci sono un numero finito di stati le cui dimensioni sono inferiori a {\displaystyle \Delta } .
- C'è uno stato unico con dimensione {\displaystyle \Delta =0}, ed è lo stato del vuoto, cioè lo stato corrispondente al campo identico.

Il campo identico è il campo il cui inserimento nelle funzioni di correlazione non le modifica, es {\displaystyle \left\langle I(x)\cdots \right\rangle =\left\langle \cdots \right\rangle } . Il nome deriva dal fatto che se una teoria di campo conforme 2D è anche un modello sigma, soddisferà queste condizioni se e solo se il suo spazio target è compatto.
Si ritiene che tutte le teorie dei campi conformi unitari siano compatte se le dimensioni sono {\displaystyle d>2} . Senza unitarietà è invece possibile trovare CFT in quattro dimensioni o in dimensioni {\displaystyle 4-\epsilon } che hanno uno spettro continuo. E in due dimensioni, la teoria di Liouville è unitaria ma non compatta.

### Simmetrie extra
Una teoria del campo conforme può avere simmetrie extra oltre alla simmetria conforme. Ad esempio, il modello Ising ha una simmetria {\displaystyle \mathbb {Z} _{2}} e le teorie dei campi superconformi hanno la supersimmetria.